# نیزار خلفان
نیزار خلفان (انگلیسی: Nizar Khalfan؛ زادهٔ ۲۱ ژوئن ۱۹۸۸) بازیکن فوتبال اهل تانزانیا است.
از باشگاه‌هایی که در آن بازی کرده‌است می‌توان به باشگاه ورزشی التضامن کویت، باشگاه فوتبال ونکوور وایتکپس، تیم ملی فوتبال تانزانیا، و باشگاه فوتبال ونکوور وایتکپس اشاره کرد.
وی همچنین در تیم‌های ملی فوتبال Tanzania ۲۵ آوریل ۲۰۱۵ بازی کرده‌است.